# Helluva Boss
A Helluva Boss egy amerikai felnőtt animációs sorozat, amelyet Vivienne Medrano alkotott. Az első évadot kizárólag Medrano YouTube-csatornáján adták ki, ahogy a SpinderHorse más animációi esetében is.
2025 áprilisában bejelentették, hogy a harmadik és negyedik évadot a Prime Videon fogják közzétenni, egy hónappal később pedig a YouTube-ra kerül, és most már gyakran lesznek utalások és crossoverek a Voltvalaki Hotellel.

## Ismertető
A sorozat a I.M.P. nevű bérgyilkos cég dolgozóinak kalandjait követi nyomon. A csapat főnöke Blitzo, a cég fegyverspecialistája Moxxie, plusz a felesége Millie, és a recepciósnő Loona, a pokolkutya. Ők négyen egy ősi varázskönyv segítségével képesek utazni az emberi világba, melyet Blitz a gazdag családapától, Stolastól szerzett, miután „kielégítette” vágyait.

## Szereplők

### Főszereplők
| Szereplő | Eredeti szinkronhangja                               | Megjegyzés                                                     |
| -------- | ---------------------------------------------------- | -------------------------------------------------------------- |
| Blitzo   | Brandon Rogers Michael Romeo Ruocco (Ének)           | Az IMP igazgatója, Loona nevelőapja, Verosika Mayday expasija  |
| Moxxie   | Richard Horvitz                                      | Az IMP fegyverszakértője, Millie férje                         |
| Millie   | Erica Lindbeck (Pilot-epizód) Vivian Nixon (Sorozat) | Az IMP munkatársa, Moxxie felesége                             |
| Loona    | Erica Lindbeck                                       | Egy pokolkutya, az IMP titkárnője, Blitzo örökbefogadott lánya |
| Stolas   | Brock Baker (Pilot-epizód) Bryce Pinkham (Sorozat)   | A pokol bagolyszerű hercege, Octavia édesapja                  |

### Mellékszereplők
| Szereplők       | Eredeti szinkronhang  | Megjegyzés                 |
| --------------- | --------------------- | -------------------------- |
| Verosika Mayday | Cristina Vee          | Blitzo exbarátnője         |
| Stella          | Georgina Leahy        | Stolas felesége            |
| Octavia         | Barrett Wilbert Weed  | Stolas lánya               |
| Asmodeus        | James Monroe Iglehart | Stella bátyja              |
| Vortex          | James Monroe Iglehart | Verosika Mayday vérebe     |
| Fizzarolli      | Alex Brightman        | Blitzo gyermekkori barátja |
| Striker         | Norman Reedus         | Bérgyilkos a pokolban      |
| Barbie Wire     | Jinhee Joung          | Blitzo húga                |

### További szereplők
- Jonathan Freeman – Paimon
- Vivienne Medrano – Deerie
- Jinkx Monsoon – Martha
- Maxwell Atoms – Ralphie
- Martha és Ralphie gyerekei
- Juliana Sada – kislány
- Dashiell McGaha-Schletter – kisfiú
- Su Jan Chase – Lin
- Edward Bosco – Joe
- Morgana Ignis – Sallie May
- Jonathan Freeman – Cash Buckzo
- Jinhee Joung – Barbie Wire
- Mara Wilson – Mrs. Mayberry
- Maxwell Atoms – Jarold Mayberry
- Jayden Libran – Big Woobly
- Alex Brightman – Robo Fizz
- Maxwell Atoms – Loo Loo
- Michael James Ruocco – Lyle Lipton
- Brandon Rogers – Loopty Goopty
- Jinkx Monsoon – Party Girl, Elevator, és Crane
- Don Darryl Rivera – Mister Butler
- Edward Bosco – Jesse, Blonde Spring Breaker és  egy névtelen pokolkutya
- Morgana Ignis – Catfish Monster
- Monica Franco – Hellhound Adoption Center Lady és Counselor Jimmy
- Lyle Rath – Producer, CD pasas #1 és a testőr
- Eric Schwartz – Chazwick Thurman
- Abe Goldfarb – Crimson valakije
- Kesha Sebert – Beelzebub
- Rochelle Diamante az énekhangja
- Michael Cusack – Mammon
- Faye Mata – Glitz and Glam
- Allison Kaplan – Glam énekhangja

## Epizódok
| Évad | Évad        | Epizódok    | Eredeti adó        | Eredeti adó        | Eredeti adó |
| Évad | Évad        | Epizódok    | Évadpremier        | Évadfinálé         | Eredeti adó |
| ---- | ----------- | ----------- | ------------------ | ------------------ | ----------- |
|      | Próbaepizód | Próbaepizód | 2019. november 25. | 2019. november 25. |             |
|      | 1.          | 8           | 2020. október 31.  | 2023. június 24.   |             |
|      | 2.          | 12          | 2022. július 22.   | 2024. december     |             |

## Betétdalok
| Epizód          | Cím                                   | Író                                  | Eredeti Énekes(ek)                                                       |
| --------------- | ------------------------------------- | ------------------------------------ | ------------------------------------------------------------------------ |
| Pilot           | IMP Jingle                            | Parry Gripp                          | Parry Gripp                                                              |
| Pilot           | Oh Millie                             | Parry Gripp                          | Richard Horvitz, Erica Lindbeck                                          |
| 1. évad 1. rész | Teacher's Song                        | Brandon Rogers, Parry Gripp          | Mara Wilson, Juliana Sada, Dashiell Mcgaha-schletzer, Richard Horvitz    |
| 1. évad 2. rész | My World Is BurningDown Around me     | Sam Haft                             | Barrett Weed                                                             |
| 1. évad 2. rész | You Will Be Ok                        | Sam Haft                             | Bryce Pinkham                                                            |
| 1. évad 2. rész | Loo Loo Land                          | Parry Gripp                          | Alex Brightman                                                           |
| 1. évad 3. rész | Mustang Dong                          | Lyle Rath                            | Lyle Rath, Brandon Rogers                                                |
| 1. évad 3. rész | Vacay to Bonetown                     | Sam Haft                             | Cristina Vee                                                             |
| 1. évad 4. rész | C.H.E.R.U.B Jingle                    | Parry Gripp                          | Don Darryl Rivera, Jayden Libran Vivienne Medrano                        |
| 1. évad 5. rész | Striker's Song                        | Sam Haft                             | Norman Reedus                                                            |
| 1. évad 6. rész | Moxxie's Bad Trip                     | Sam Haft                             | Michael Romeo Ruocco, Richard Horvitz                                    |
| 1. évad 7. rész | House of Asmodeus                     | Andrew R. Butler                     | Richard Horvitz, Alex Brightman, James Monroe Iglehart, Cristina Vee     |
| 1. évad 8. rész | Cotton Candy                          | Kesha Sebert, Drew Pearson, Sam Haft | Rochelle Diamante                                                        |
| 1. évad 8. rész | Monster's Ball                        | Silva Hound                          | Lollia, Chi-Chi                                                          |
| 2. évad 1. rész | Stolas Sings                          | Sam Haft, Jefferson Friedman         | Bryce Pinkham                                                            |
| 2. évad 2. rész | Til The Day We Die                    | Sam Haft                             | Richard Horvitz, Vivian Nixon                                            |
| 2. évad 2. Rész | I Like It                             | Sam Haft                             | Jordie Lala of "QBOMB"                                                   |
| 2. évad 3. rész | Chaz Time                             | Sam Haft                             | Eric Schwartz                                                            |
| 2. évad 3. rész | Crashin' a Muthafuckin' Wedding       | N/A                                  | N/A                                                                      |
| 2. évad 4. rész | Ballad of Striker                     | Andrew R. Butler                     | Julian Rebolledo, Joel Perez, Morgan Siobhan Green, Blake Roman          |
| 2. évad 4. rész | Whatcha Thinkin' About?               | Andrew R. Butler Silva Hound         | Andrew R. Butler (country rock változat), Lollia (Rágógumi pop változat) |
| 2. évad 5. rész | Regular Joe                           | Parry Gripp                          | Vivian Nixon                                                             |
| 2. évad 5. rész | Everybody, Look at Me                 | Parry Gripp                          | Richard Horvitz                                                          |
| 2. évad 5. rész | You Got the Power (Millie's Big Show) | Sam Haft                             | Brandon Bumgarner                                                        |

## Fordítás
- Ez a szócikk részben vagy egészben  a   Helluva Boss című angol Wikipédia-szócikk fordításán alapul.  Az eredeti cikk szerkesztőit annak laptörténete sorolja fel. Ez a jelzés csupán a megfogalmazás eredetét és a szerzői jogokat jelzi, nem szolgál a cikkben szereplő információk forrásmegjelöléseként.